# ملتحيات
ملتحيات أو حامل اللحية (الاسم العلمي: Pogonophora)، جنس نباتات من فصيلة الصابية وصف لأول مرة بأنه جنس في عام 1854. موطنها الأصلي وسط أفريقيا وشمال أمريكا الجنوبية.